# John Taylor (Brits politicus)

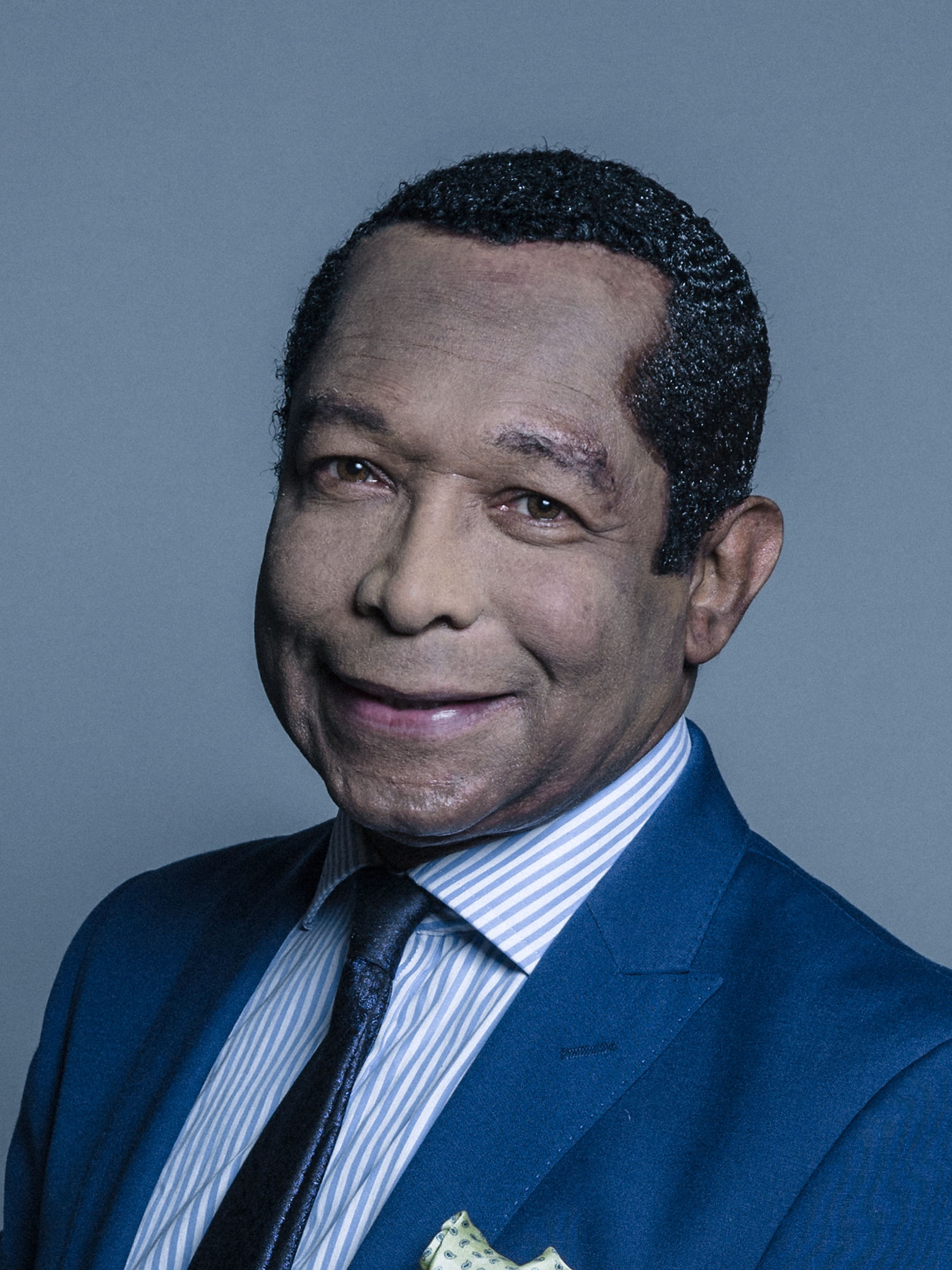
John Taylor

John David Beckett, Baron Taylor of Warwick (Birmingham, 21 september 1952) is een Brits politicus; hij was lid van het House of Lords. Hij was lid van de Conservatieve partij.
Taylors ouders waren van Jamaicaanse afkomst.
In 1996 kreeg Taylor een niet erfelijke adellijke titel als Baron Taylor of Warwick, genoemd naar Warwick in het graafschap Warwickshire. Zo werd hij de eerste zwarte conservatief met een peer-titel.
Op 16 juli 2010 nam hij ontslag na beschuldigingen van fraude in het zogenaamde Brits declaratieschandaal. Op 21 januari 2011 werd hij schuldig bevonden aan zes gevallen van schriftvervalsing, waarmee hij in totaal £ 11.277,80 onjuiste parlementaire kostenvergoedingen aangerekend had. Het ging in hoofdzaak om reiskosten van en naar een vals adres in Oxford terwijl hij feitelijk in Londen woonde. Zijn verdediging hield in dat hij dat te goeder trouw deed op aanraden van zijn collega's.